# NGC 4293
NGC 4293 是一個位於后髮座北部的透鏡狀星系，由英國天文學家威廉·赫歇爾於1787年3月14日發現。他將這個星系形容為「大而長，可分辨，長度為6-7角分」。這個星系位於五諸侯增六的西北偏北方向，是室女座星系團的一員。 其和室女座星系團與地球的距離可能大致相同，約為5400萬光年。該星系的尺寸約為5.3×3.1角分。
該星系的型態類型為(R)SB(s)0/a，類型編號中的SB0/a表明該星系含有可勉強分辨的蜿蜒旋臂且其核球為棒狀。而「(s)」標記則表明這個星系在其核球周圍沒有環狀結構。 該星系的恆星形成區域僅限於星系中心附近。此外，該星系的星盤外側存在擾動，表明其與其他天體發生了引力相互作用。
該星系屬於一種名為低電離星系核的常見活躍星系，意味著該星系的視覺光譜主要由處於低能電離態的氣體發射線組成。這可能是由於一個位於星系核球的超大質量黑洞正以較低的速率累積物質，該黑洞的質量約為5.9×107 M⊙。由於該星系距地球較近，人類探測到了該星系由於熱能活動而產生的無線電波。

## 圖集

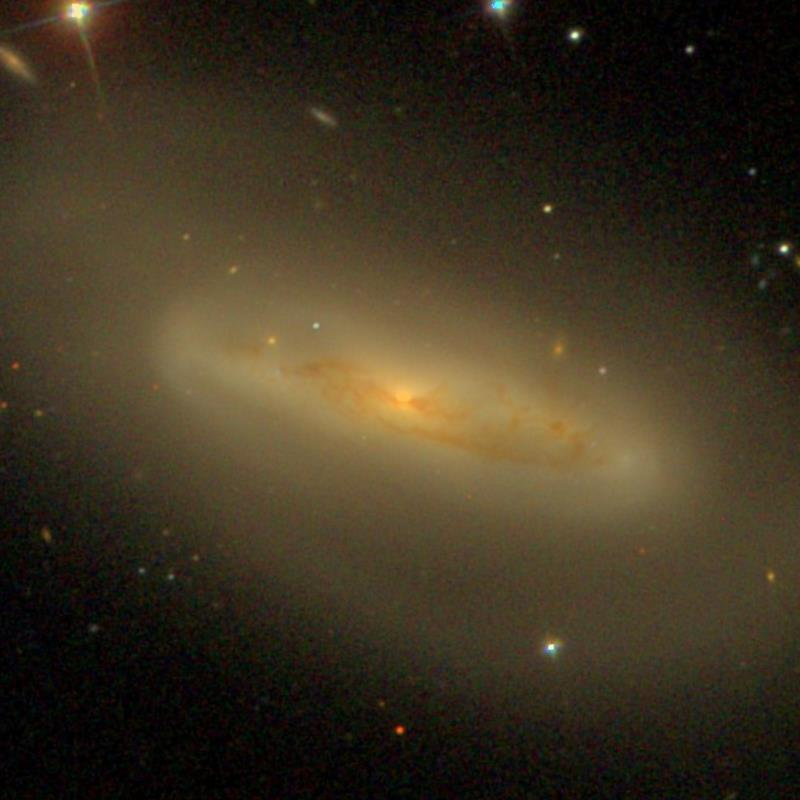
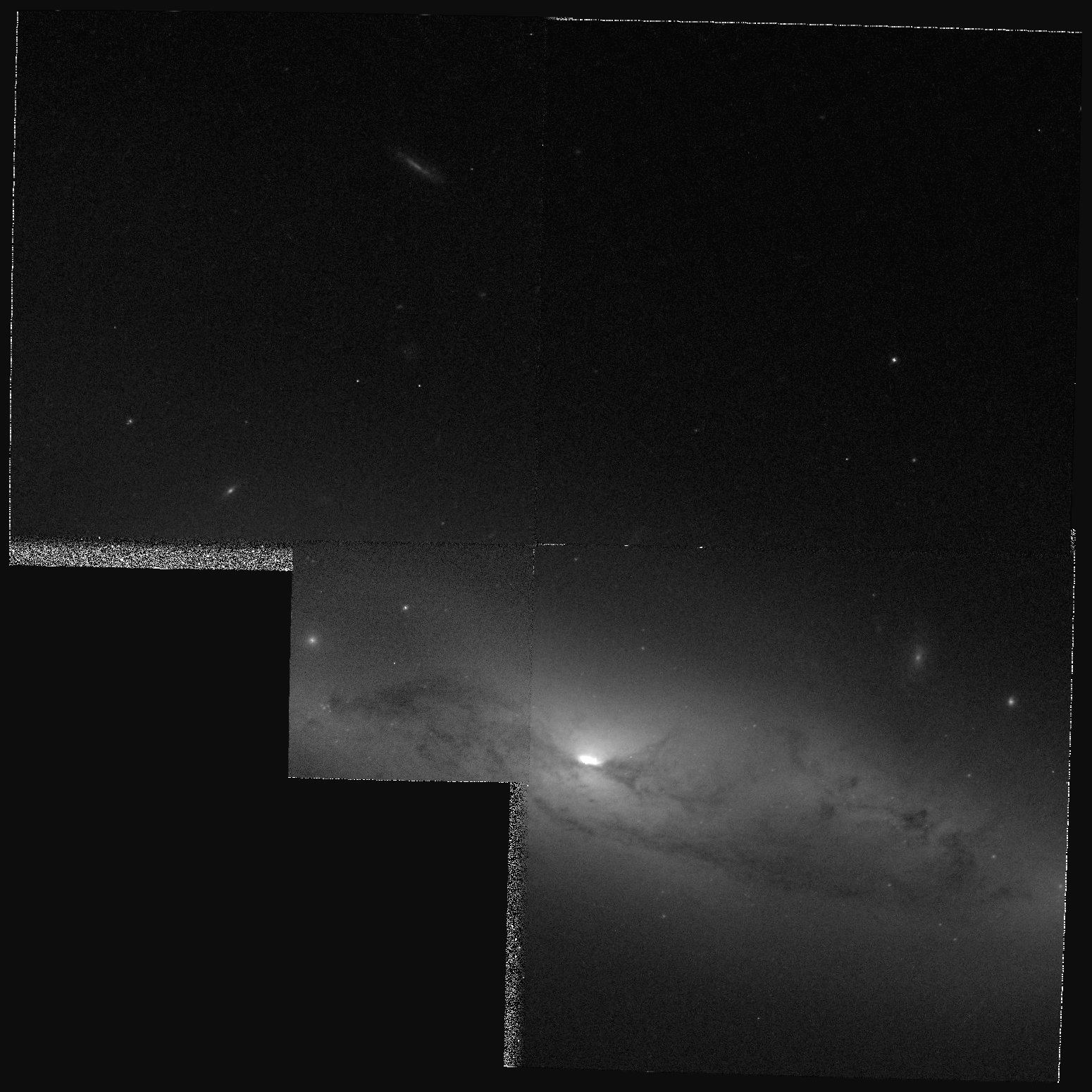
由哈勃太空望遠鏡拍攝

## 外部連結
- 维基共享资源上的相關多媒體資源：NGC 4293